# Nemai Ghosh
Nemai Ghosh (8. května 1934 Kalkata – 25. března 2020) byl indický fotograf nejznámější díky spolupráci s režisérem Satjádžitem Rájem. Více než dvě desetiletí pro režiséra fotografoval zákulisí natáčení, počínaje snímkem Goopy Gyne Bagha Byne (1969) až po Rayův poslední film Agantuk (1991). Byl členem poroty v soutěži National Film Awards 2007 a v roce 2010 získal od indické vlády ocenění Padma Shri. Zemřel 25. března 2020, bylo mu 85 let.